# Gwilym Lee
Gwilym Lee (Bristol, 1983. november 24. –) brit filmszínész. 
Magyarországon legismertebb alakítása Charlie Nelson nyomozó őrmester a Kisvárosi gyilkosságok című televíziós krimisorozat 2013–2016 közötti évadaiban, John Barnaby rendőr-főfelügyelő (Neil Dudgeon) állandó munkatársaként.

## Élete
1983. november 24-én született Bristolban, Tom és Ceinwen walesi szülők gyermekeként. Három idősebb testvére van: Geraint, Owen és Rhiannon. Fiatal korában a család a West Midlands-i Sutton Coldfieldbe költözött, bár határozottan kötődik walesi hagyományaihoz. Angol irodalmat tanult a Cardiffi Egyetemen, drámát pedig a Guildhall School of Music and Drama főiskolán, ahol 2008-ban megkapta a Guildhall Gold Medal kitüntetést. Lee jelenleg Londonban él.

## Pályafutása
Lee tinédzserként csatlakozott egy színjátszó csoporthoz. 16 évesen szerepelt III. Richárdban a Royal Shakespeare Company-val.

## Filmográfia

### Film
| Év   | Magyar cím      | Eredeti cím                        | Szerep                | Magyar hang   |
| ---- | --------------- | ---------------------------------- | --------------------- | ------------- |
| 2008 |                 | The Escort (rövidfilm)             |                       |               |
| 2010 | Az utazó        | The Tourist                        | Mountain, főtechnikus | Varga Gábor   |
| 2011 |                 | Isle of Dogs                       | D.C. Block            |               |
| 2017 |                 | The Agency (rövidfilm)             | Alistair              |               |
| 2018 |                 | The Last Witness                   | John Underwood        |               |
| 2018 | Bohém rapszódia | Bohemian Rhapsody                  | Brian May             | Szatory Dávid |
| 2019 | Esküvő a topon  | Top End Wedding                    | Ned                   |               |
| 2023 |                 | Tall Dark and Handsome (rövidfilm) | James                 |               |
| 2024 | Valami különös  | Oddity                             | Ted                   | Dévai Balázs  |
| 2024 | Itt             | Here                               | John Harter           | Fekete Zoltán |

### Televízió
| Év        | Magyar cím                   | Eredeti cím                | Szerep                    | Magyar hang                                                  |
| --------- | ---------------------------- | -------------------------- | ------------------------- | ------------------------------------------------------------ |
| 1997–1998 |                              | Animal Ark                 | James Hunter              | 13 epizód                                                    |
| 2008      |                              | Mutual Friends             | fiatalember               | 1 epizód                                                     |
| 2009      | Lewis – Az oxfordi nyomozó   | Lewis                      | Terry Bainbridge          | 1 epizód                                                     |
| 2009      |                              | Waterloo Road              | Steven                    | 1 epizód                                                     |
| 2009      | Porrá leszünk                | Ashes to Ashes             | Summers fiatlalon         | 1 epizód                                                     |
| 2010      | Doktorok                     | Doctors                    | Anatole Karpski           | 1 epizód                                                     |
| 2011      | Női alakulat                 | Land Girls                 | Henry Jameson tiszteletes | 5 epizód                                                     |
| 2012      | Hollow Crown – Koronák harca | The Hollow Crown           | Michael Williams          | 1 epizód                                                     |
| 2012      |                              | Fresh Meat                 | Giles                     | 1 epizód                                                     |
| 2012      |                              | Monroe                     | Alex Scholfield           | 1 epizód                                                     |
| 2012      | [A múlt árnyékában           | Restless                   | Sean Gilmartin            | tévéfilm                                                     |
| 2013–2016 | Kisvárosi gyilkosságok       | Midsomer Murders           | Charlie Nelson            | - 15 epizód - magyar hangja: - Magyar Bálint                 |
| 2015      |                              | A Song for Jenny           | James                     | tévéfilm                                                     |
| 2017      |                              | The Royal House of Windsor | Narrátor (hangja)         | dokumentumfilm-sorozat                                       |
| 2017      | Jamestown                    | Jamestown                  | Samuel Castell            | 8 epizód                                                     |
| 2019      |                              | The Man                    | Mark Baxter               | 1 epizód                                                     |
| 2020–2023 | Nagy Katalin – A kezdetek    | The Great                  | Grigory "Grigor" Dymov    | - Hulu sorozat - főszereplő - magyar hangja: - Szatory Dávid |
| 2024      | Engedetlen hősök             | SAS: Rogue Heroes          | Bill Stirling             | BBC sorozat (2. évad)                                        |

### Videójáték
| Év   | Cím                                                            | Szerep                | Megjegyzés        |
| ---- | -------------------------------------------------------------- | --------------------- | ----------------- |
| 2013 | Cloud Chamber                                                  | Tom                   |                   |
| 2015 | Dragon Quest Heroes: The World Tree's Woe and the Blight Below | Psaro, az embervadász | angol szinkron    |
| 2015 | Final Fantasy XIV: Heavensward                                 | Cid                   | angol szinkron    |
| 2019 | Final Fantasy XIV: Shadowbringers                              | Cid                   | angol szinkron    |
| 2020 | South of the Circle                                            | Peter (hangja)        | 3D motion capture |
| 2021 | Final Fantasy XIV: Endwalker                                   | Cid                   | angol szinkron    |

## Kitüntetései
- 2008: Guildhall Gold Medal in 2008[8]
- 2011: Ian Charleson Award[9]